# Nordahl Grieg
Pour les articles homonymes, voir Grieg (homonymie).
Nordahl Grieg, né le 1er novembre 1902 à Bergen, en Norvège, et mort le 2 décembre 1943 à Kleinmachnow, en Allemagne, est un écrivain norvégien, journaliste, romancier et poète.
Frère cadet de l'éditeur Harald Grieg (no) et lointain cousin du compositeur Edvard Grieg, il épouse en 1940 l'actrice divorcée Gerd Egede-Nissen. Militant politique, stalinien convaincu qui a présidé une organisation proche du Parti communiste norvégien, mais patriote, il s'engage dans l'armée norvégienne contre l'invasion de son pays par les nazis et s'oppose à la politique de Staline. ll sert le gouvernement en exil à Londres et il est tué lors d'une mission de correspondant de guerre à bord d'un bombardier australien abattu au dessus de Berlin.

## Biographie
Johan Nordahl Brun Grieg a étudié à la Royal Frederick University (aujourd'hui l'université d'Oslo) et a voyagé à l'étranger, tantôt comme touriste, tantôt comme marin. Grieg a reçu une bourse d'études norvégienne de 1924 et a passé une année au Wadham College d'Oxford, en Angleterre, où il a étudié l'histoire et la littérature.
Grieg fait ses débuts en 1922 avec son premier recueil de poésie, Omkring Kap det gode Haab, basé sur ses expériences en mer - tout comme Skibet gaar videre (1924). Ce dernier livre suscita une controverse en exposant les dures conditions de vie et de travail des marins.
Grieg passé l'année 1927 en tant que correspondant d'un journal en Chine, où il est témoin de la guerre civile entre le Kuomintang et les communistes. La même année, les pièces de Grieg En ung manns Kjaerlighet et Barabbas sont publiées. Ce dernier livre était une interprétation révolutionnaire moderne du personnage de Barabbas du Nouveau Testament. Le recueil de poèmes de 1929, Norge i våre hjerter, exprime son profond amour pour son pays et son peuple, qui vit dans la pauvreté et la misère et suscite les éloges de la critique.
Son pièce de 1935, Vår ære og vår makt, décrit la vie des marins norvégiens pendant la Première Guerre mondiale, au cours de laquelle la Norvège reste neutre et fait du commerce avec les deux camps. L'ouvrage était une attaque contre l'exploitation des gens de mer par l'industrie du transport maritime. 

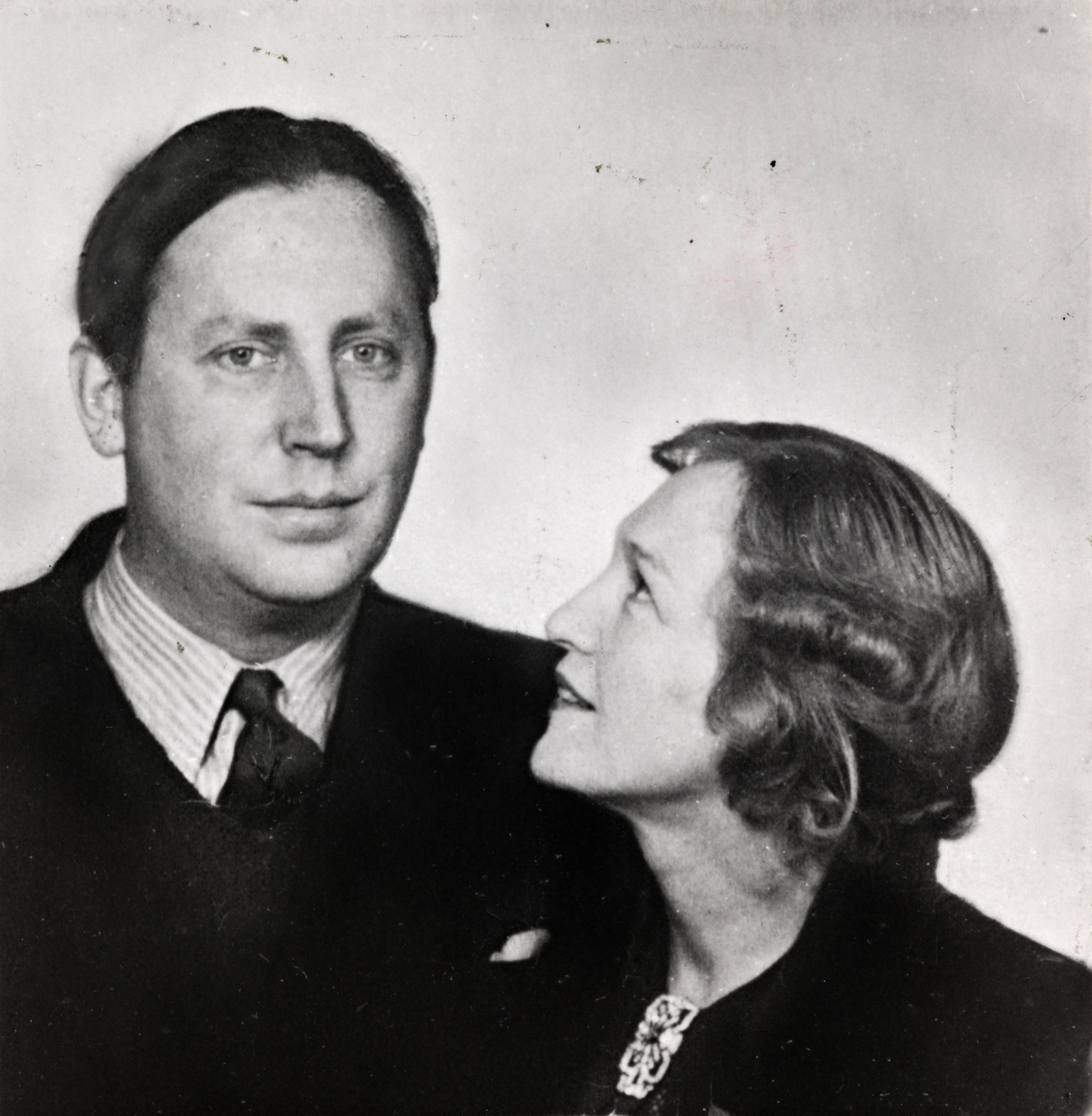
Grieg avec son épouse, l'actrice Gerd Grieg.

De 1936 à 1937, Grieg publie le magazine Veien Frem, qui réussit dans un premier temps à attirer des écrivains de renom. Toutefois, le magazine adoptant une position de plus en plus stalinienne à propos des procès de Moscou, la plupart d'entre eux rompirent les liens et il cessa de paraître.
Sa pièce dramatique de 1937, Nederlaget, portait sur la Commune de Paris. La guerre civile espagnole fut le sujet de Spansk Sommer (1937) et en partie d’Ung må verden ennu være, dont le complot se déplace entre l’Espagne et l’Union soviétique. La guerre a également inspiré le poème de 1936 Til ungdommen, l’une de ses œuvres les plus connues, qui a été mise en musique en 1952 par le compositeur danois Otto Mortensen et a été interprétée à de nombreuses reprises.

### Engagement politique
La compassion pour les pauvres et les exploités conduit Grieg à rejoindre le Parti communiste norvégien. De 1933 à 1935, il vit en Union soviétique, où il a été officiellement invité à étudier les techniques de la scène et du film soviétiques. À son retour en Norvège, il est devenu un ardent partisan de la politique de Joseph Staline et est devenu président des Amis de l'Union soviétique (1935-1940). En 1937, il a écrit une défense des procès de Moscou, attaquant des auteurs norvégiens qui les avaient critiqués. Son roman Ung må verden ennu være est également une défense de Staline et des procès de Moscou. Dans de nombreux articles, il critique les partisans de Leon Trotsky, qui vit en Norvège de 1937 à 1939.

### Seconde Guerre mondiale
Le déclenchement de la Seconde Guerre mondiale, et en particulier l'invasion et l'occupation de la Norvège par l'Allemagne, amena Grieg à s'opposer à la politique de Staline. En 1939, l'Union soviétique signa le pacte Molotov-Ribbentrop avec l'Allemagne nazie et, jusqu'à l'invasion nazie de 1941, donna pour instruction aux communistes du monde entier de considérer la guerre en cours comme une guerre « impérialiste » à laquelle ils ne devaient pas prendre part. Grieg était un fervent patriote anti-nazi et norvégien et s'était engagé en 1940 dans la lutte contre l'occupation nazie. À l'hiver 1939-1940, Grieg servit dans l'armée norvégienne dans le Finnmark en tant que gardien de la neutralité pendant la guerre russo-finlandaise d'hiver. En 1940, après avoir servi pendant la campagne de Norvège contre les forces allemandes, il s'enfuit au Royaume-Uni à bord du même navire transportant la famille royale de Norvège et les réserves d'or nationales.
Une fois en Grande-Bretagne, Grieg sert le gouvernement norvégien en exil et participe à la création de programmes radiophoniques patriotiques. Il est engagé dans les forces armées norvégiennes et sert comme correspondant de guerre. Son travail consistait à visiter et à rendre compte des unités norvégiennes autour de la Grande-Bretagne. Il rencontre des soldats norvégiens en mission en Islande et dans d'autres avant-postes éloignés. Au cours de l'été 1942, Grieg passa plusieurs semaines sur l'île norvégienne de Jan Mayen, dans l'Atlantique Nord, au cours de laquelle il écrivit le poème Øya i Ishavet. Comme d’autres correspondants de guerre, il rejoint les missions opérationnelles en Europe occupée. Au cours de l'une de celles-ci, il perdit la vie, portant alors le grade de capitaine.